# Elisabeth Becker

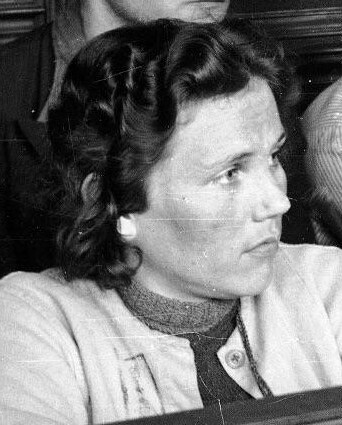

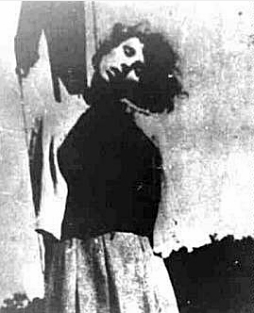
Execução de guardas de campos de concentração em Biskupia Gorka: Becker executada

Elisabeth Becker (Danzigue, 20 de julho de 1923 – Danzigue, 4 de julho de 1946) foi uma guarda de campos de concentração na II Guerra Mundial.

## Biografia
Becker nasceu em Neuteich, Cidade Livre de Danzig, hoje Nowy Staw, Polônia) em uma família alemã. Em 1936, aos 13 anos de idade, ela se juntou à Liga das Moças Alemãs. Em 1938 tornou-se cozinheira em Danzig. Em 1939 os alemães chegaram à cidade, e Becker adaptou-se à situação com sucesso. Em 1940, ela começou a trabalhar para a empresa Dokendorf em Neuteich, onde ela se manteve empregada até 1941, quando ela se tornou assistente agrícola em Danzig.

## Nos campos
Em 1944, a SS precisava de mais guardas no campo de concentração de Stutthof e Becker foi convocada para o serviço. Ela chegou a Stutthof em 5 de setembro de 1944 para iniciar o tratamento como Aufseherin. Ela mais tarde trabalhou no campo de concentração feminino de Stutthof, o SK-III. Ali, ela selecionava pessoalmente mulheres e crianças para envio às câmaras de gás.

## Pós-guerra
Becker fugiu do campo em 15 de janeiro de 1945 e voltou para sua casa em Neuteich. Em 13 de abril, a polícia polonesa a deteve e a mandou à prisão para aguardar julgamento. O Julgamento de Stutthof começou em Danzig em 31 de maio de 1946 com cinco ex-guardas femininas de vários kapos como réus. Becker, juntamente com os outros 10 acusados, foi condenada à morte. Ela mandou várias cartas ao presidente polonês Bolesław Bierut requerendo clemência, ao declarar que suas ações não foram tão graves quanto as de Gerda Steinhoff ou as de Jenny-Wanda Barkmann. Nenhum dos pedidos foi atendido e ela foi enforcada em público (pelo método de queda curta) em 4 de julho de 1946 em Biskupia Gorka junto com outras supervisoras e kapos das SS. Da análise das fotos tiradas da execução coletiva, deduz-se que o pescoço de Becker quebrou e que sobreveio a morte encefálica, diferentemente dos demais guardas condenados.